# Mawlai
Mawlai è una suddivisione dell'India, classificata come census town, di 38.241 abitanti, situata nel distretto dei Monti Khasi Orientali, nello stato federato del Meghalaya. In base al numero di abitanti la città rientra nella classe III (da 20.000 a 49.999 persone).

## Geografia fisica
La città è situata a 25° 34' 45 N e 91° 51' 00 E.

## Società

### Evoluzione demografica
Al censimento del 2001 la popolazione di Mawlai assommava a 38.241 persone, delle quali 18.411 maschi e 19.830 femmine. I bambini di età inferiore o uguale ai sei anni assommavano a 6.290, dei quali 3.156 maschi e 3.134 femmine. Infine, coloro che erano in grado di saper almeno leggere e scrivere erano 27.917, dei quali 13.701 maschi e 14.216 femmine.